# بورتو توريس
بورتو توريس، (بالإنجليزية: Porto)‏، (سردينيا: Pòrtu Turre)، هي بلدية في مقاطعة ساساري، شمال سردينيا، إيطاليا. 

## السكان
في سنة 1861 بلغ عدد السكان 2٬025 نسمة، وتطور العدد ليصل في سنة 2011 لـ 22٬391 نسمة.
يظهر هذا المخطط البياني تطور النمو السكاني لـ بورتو توريس